# Saint-Prix (Saona i Loara)
Saint-Prix – miejscowość i gmina we Francji, w regionie Burgundia-Franche-Comté, w departamencie Saona i Loara.
Według danych na rok 1990 gminę zamieszkiwało 225 osób, a gęstość zaludnienia wynosiła 7 osób/km² (wśród 2044 gmin Burgundii Saint-Prix plasuje się na 687. miejscu pod względem liczby ludności, natomiast pod względem powierzchni na miejscu 145.).